# Magie en emotie: schets van een theorie van de gemoedsbewegingen
Magie en emotie: schets van een theorie van de gemoedsbewegingen is een essay van de Franse filosoof en fenomenoloog Jean-Paul Sartre. Het werd in 1938 uitgegeven als Esquisse d'une théorie des émotions en in 1967 naar het Nederlands vertaald door Louis Tas. Zoals de titel al aangeeft wilde Sartre een eerste schets maken van een toekomstige theorie over (menselijke) emoties (onder de titel La psyche), maar zo'n werk heeft hij nooit gepubliceerd. Het gaat hier om een vroeg werk van Sartre waarin nog geen sprake is van politiek activisme en dat eerder aansluit bij de psychologie.
In dit werk zette Sartre vooral een kritiek uiteen op de in zijn tijd heersende psychologische theorieën, zoals de theorie van James-Lange en de psychoanalytische theorie, en wil hij daarnaast aantonen dat de fenomenologische methode geschikter is om emoties te begrijpen. Deze theorieën kenmerken zich niet enkel door foute opvattingen, aldus Sartre, maar ook door een gebrek aan een echte verklaring van emoties.

## Inhoud
Het boek begint met een algemene reflectie over de discipline van de psychologie. Sartre merkt op dat in de psychologie de neiging bestaat aan te willen sluiten bij de wetenschappelijke methode zoals die in de exacte wetenschappen wordt beoefend. Het object van de psychologie lijkt tweevoudig te zijn: uiterlijke en innerlijke waarneming, respectievelijk dus waarneming van externe objecten en waarneming van eigen psychische toestanden. Verder lijkt de psychologie steeds te willen vertrekken van 'feiten'. In tegenstelling tot bijvoorbeeld de antropologie, die van een bepaald wezen van de mens wil vertrekken, pretendeert de psychologie slechts te vertrekken van een 'empirische', feitelijke mens: "er bestaat op de wereld een bepaald aantal schepselen, waar men analoge eigenschappen bij waarneemt." Dit verklaart volgens Sartre de grote fragmentatie qua onderzoek en onderwerp in de psychologie. Voor algemene begrippen zoals 'wereld' en 'mens' is er in de natuurwetenschappen geen plaats. Op deze wijze behandelt de psychologie ook het fenomeen 'emotie'.
Als reactie op deze ontoereikendheid van de psychologie ontstond, aldus Sartre, de fenomenologie bij Edmund Husserl. In tegenstelling tot de psychologie focust deze discipline zich niet op de feiten, maar op de essenties of wezens van de dingen. "Willen wij een psychologie opbouwen, dan moeten we eerder dan het psychische, eerder dan de situatie van de mens in de wereld, zoeken naar de bron van de mens, van de wereld en van het psychische: naar het transcendentale en constituerende bewustzijn, dat we door 'fenomenologische reductie' of 'tussen haken zetten van de wereld' bereiken." Sartre, die in deze traditie staat, vertrekt zelf van het principe van de Wesensschau: zekere kennis over de wereld heeft men niet, dus die moet tussen haakjes gezet worden. Wat men wel zeker kan weten is de wijze waarop de fenomenen zich aan het bewustzijn tonen. Als men een boom ziet, kan het best zijn dat die boom niet bestaat. Wat echter zeker is, is dat de persoon in kwestie een boom ervaart, dat zich het 'wezen' van een boom aan het bewustzijn toont. Verder wordt het bewustzijn ook gekenmerkt door intentionaliteit: het is niet iets passiefs, opgesloten, maar actief en steeds gericht op iets anders (een voorwerp, een psychische toestand, enzovoort).
Het verschil tussen de klassieke psychologie en fenomenologie vat Sartre als volgt samen:

"Vraagt men een man van de wetenschap: waarom trekken lichamen elkaar aan volgens de wet van Newton, dan zal hij antwoorden: ik weet er niets van, omdat het zo is. Vraagt men hem: wat betekent die aantrekking dan, dan zal hij antwoorden: dat betekent niets, die bestaat. De psycholoog met wie je over emoties praat stelt er een eer in net zo te antwoorden: "Zij bestaat. Waarom? daar weet ik niets van, ik constateer het eenvoudig. ik ken er geen betekenis aan toe". Voor de fenomenoloog daarentegen heeft elk menselijk feit uiteraard betekenis. Ontneem je er de betekenis aan, dan ontneem je het zijn aard van menselijk feit. Het is dus de taak van de fenomenoloog de betekenis van de emotie te bestuderen."

Een ander belangrijk element dat Sartre introduceert is het verschil tussen praten over een emotie en het hebben van die emotie. Sartre spreekt respectievelijk van een reflexief en irreflexief bewustzijn. Elke bewustzijn is gericht op een bepaald object, zoals bijvoorbeeld de letters of tekst die men aan het lezen is. Echter, tegelijkertijd, is men op een bepaalde wijze ook bewust van de bezigheid: de mens die gericht is op de zinnen die hij aan het lezen is, weet ook - op een bepaald niveau - dat hij aan het lezen is. Normaal is men hier enkel op een 'irreflexief' niveau van bewust. Het is echter ook mogelijk zijn bewustzijn hier specifiek op te richten: men focust zich op het feit dat men aan het lezen is. In dat geval wordt het bewustzijn ervan reflexief.

### Klassieke theorieën
Sartre zet zich af tegen verscheidene klassieke opvattingen van 'emoties'. Een eerste voorbeeld is de theorie van James-Lange. Auteurs zoals William James en Carl Lange stelden dat emoties overeenkwamen met de lichamelijke verschijnselen die optreden. Als ik woede ervaar, wil dat eigenlijk zeggen dat ik roep, een boos gezicht trek, enzovoort. Lichamelijke reacties zijn dus in feite geen reactie op emoties, maar de oorzaak van, of de emotie zelf. James geeft zo het voorbeeld van hemzelf, hoe hij als kind flauwviel bij het zien van bloed. Zijn emotionele reactie op de werkelijkheid zat dus in de eerste plaats in de wijze waarop zijn lichaam reageert, hijzelf was zich niet eens bewust iets 'griezeligs' gezien te hebben. James schrijft:

"What kind of an emotion of fear would be left if the feeling neither of quickened heart-beats nor of shallow breathing, neither of trembling lips nor of weakened limbs, neither of goose-flesh nor of visceral stirrings, were present, it is quite impossible for me to think."

Concreter onderscheidt James twee niveaus: enerzijds heeft men de fysiologische verschijnselen, dus het hartritme of de ademhaling die versnellen, en anderzijds heeft men het bewustzijn van deze lichamelijke veranderingen. Een emotie manifesteert zich dus in het lichaam, via bepaalde veranderingen, en projecteert zich dan in het bewustzijn (via een bewustzijn van deze veranderingen).
Voor Sartre is deze theorie echter onhoudbaar. James lijkt te stellen dat de emotie samenvalt of centreert rond een reflexief bewustzijn van de lichamelijke verschijnselen die de emotie typeren. Echter, voor Sartre bevinden de emoties in kwestie zich op het niveau van het irreflexieve. Als een persoon kwaad is en zich enkel zou richten op de lichamelijke veranderingen (zoals de hartslag), dan zou er weinig van de woede overblijven. Woede typeert zich juist door een reflexieve gerichtheid op iets buiten zich, zoals de buurman die zijn gras op zondagvoormiddag wil maaien. De noodzakelijke lichamelijke veranderingen die dan optreden, kunnen niet centraal staan in het bewustzijn van de emotie, want dan zou niets van de emotie (de woede voor de buurman) overblijven. In zo'n geval is men immers enkel met het eigen lichaam bezig. 
Een ander voorbeeld dat Sartre bespreekt is de theorie van Pierre Janet, onder meer uiteengezet in Les obsessions et la psychasthénie (1903). Volgens Janet is een emotie een vorm van 'nederlaaggedrag': de persoon in kwestie vervalt in een emotie op het moment dat hij de taken die hij moet uitvoeren niet meer aankan en dan maar een andere uitweg zoekt om zijn psychische energie te ontladen: de emotie. Voor Sartre is het echter onduidelijk wat met 'nederlaaggedrag' bedoeld wordt. Als het werkelijk ging om een ontlading via de minste weerstand, dan zou het zich niet uiten in een nederlaaggedrag, maar juist in een gebrek aan gedrag. In dat geval lijkt het niet wezenlijk te verschillen van James' theorie en valt een emotie samen met de lichamelijke veranderingen. 
Er is echter ook een tweede interpretatie mogelijk: de emotie treedt niet op omdat de taken niet vervuld kunnen worden, maar juist opdat ze niet vervuld kunnen worden. In die zin is een emotie een vorm van afweringsmechanisme of een surrogaat (Ersatz). Het voornaamste probleem is echter dat de theorie in deze vorm onvoldoende is. Als de persoon in kwestie effectief het conflict wil oplossen door de perceptie van de wereld te veranderen via de emotie, dan is het noodzakelijk de rol van het bewustzijn hierin te benadrukken. In die zin, wil men emoties dus verklaren, dan moet men steeds vertrekken van het bewustzijn, wat bij Janet niet het geval is.

### Psychoanalytische theorie
Uit de vorige beschouwingen bleek het, volgens Sartre, dat een emotietheorie op meer beroep moet doen dan louter lichamelijke of gedragsmatige veranderingen. Zoals in de inleiding al gesteld, moet men een beroep doen op de betekenis, functie of finaliteit van de emotie: een emotie dient voor iets. Om emoties te verklaren moet men kijken naar dat wat de mens drijft. Dus stelt Sartre dat deze doelgerichtheid van emoties "een synthetische organisatie van gedragingen [veronderstelt], die niets anders kan zijn dan het onbewuste van de psychoanalytici of het bewustzijn."
Sartre begint eerst met het beschouwen van de optie van het onbewuste. Hij lijkt zich hier vooral te richten tegen de 'cathartische theorie' van Sigmund Freud en Josef Breuer. In hun Studien über Hysterie (1895) stelden zij dat emoties onbewust en ingeklemd kunnen worden en tekens zijn van vroeger verdrongen problemen. De oplossing is dan een 'catharsis': de emotie moest geuit en de relatie tussen deze emotie en de rest van het psychische van de patiënt hersteld worden. Volgens Sartre is het de verdienste van deze theorie dat ze inzag dat "elke bewustzijnstoestand staat voor iets anders dan zichzelf." Als iemand bang is van spinnen, dan heeft die angst niets te maken met de spinnen zelf. De spinnen staan slechts voor een pijnlijk (seksueel) incident in de jeugd van het slachtoffer. Belangrijk is wel dat, hoewel het voorwerp van de emotie (zoals de spinnen) iets diepers betekent, het bewustzijn zelf niet van deze symbolische relatie op de hoogte is. Iemand met arachnofobie weet niet waarvoor die spinnen in zijn angst staan.
Dit laatste punt luidt voor Sartre het grote probleem van deze theorie in. Binnen deze theorie worden emoties opgevat als een (verborgen) substantie, of als tekens van diep verscholen betekenissen, die geuit moeten worden (naar analogie van tranen of ontlasting). Op die wijze is een emotie, zoals de angst van spinnen, dus een betekenis die voor iets staat, maar waarvan het bewustzijn zelf niet doorheeft waarvoor het staat. Voor Sartre is dit echter een contradictie: een betekenisvol iets voor het bewustzijn, kan niet anders dan de betekenis zelf te danken hebben aan het bewustzijn. Anders verliest het bewustzijn zijn actieve, interpretatieve rol: het komt dan over alsof een emotie een passieve reactie is op een stimulus van buitenaf, analoog met de ene biljartbal die de andere voortduwt. Zo lijkt het weer om een causale relatie te gaan, terwijl de psychoanalyse in haar vertrekpunten net van een symbolische of betekenisvolle relatie vertrok. "Het is een diepgaande tegenstrijdigheid in de gehele psychoanalyse," aldus Sartre, "dat zij tegelijkertijd een causaliteitsrelatie en een begripsrelatie legt tussen de verschijnselen die ze bestudeert. Die twee soorten relaties zijn onverenigbaar."

### Schets van een fenomenologische theorie
In het laatste deel van het werk gaat Sartre over tot het schetsen van een eigen theorie omtrent de emoties. Hij begint echter met een algemene kritiek op alle voorgaande theorieën. Ze vergeten stuk voor stuk het onderscheid tussen reflexief en irreflexief bewustzijn. Als men een bepaalde emotie ervaart, zoals vrees, wil dit niet zeggen dat men altijd volledig bewust is van die emotie. Op een bepaalde, irreflexieve manier is deze emotie steeds in het bewustzijn aanwezig, maar het bewustzijn zelf is er niet op een reflexieve wijze op gefocust. Het bewustzijn is immers gericht op het object van vrees (zoals een spin, een afgrond of een donkere steeg). Sartre licht toe:

"Toegegeven, we kunnen reflecteren op ons handelen. Maar een op de wereld gerichte handeling verloopt meestal zonder dat het subject het irreflexieve niveau verlaat. Op dit ogenblik, bijvoorbeeld, schrijf ik, maar ik ben mij er niet van bewust dat ik schrijf. [...] In feite is de schrijf-act allerminst onbewust, het is een structuur die mijn bewustzijn op dit moment aanneemt. Alleen is zij zich niet van zichzelf bewust.

Het is dit fundamentele inzicht, namelijk dat emoties evengoed gericht zijn op een bepaald object, dat Sartre op het spoor zet voor zijn eigen alternatief. Uit dit perspectief blijkt immers dat een emotie fundamenteel met de wereld verbonden is en niet zonder besproken kan worden. Voor Sartre zijn emoties een bepaald gedrag dat men verricht in de wereld. Het unieke aan dit type gedrag, dat het tot een emotie maakt, is het 'magisch' karakter ervan. Het is 'magisch' in die zin dat emoties als doel hebben een conflictueuze situatie of wereld fenomenologisch te veranderen opdat ze niet meer als problematisch naar voren komt. Sartre spreekt van een "transformatie van de wereld." Sartres beschrijving van zijn eigen alternatief bestaat uit twee delen. (1) allereerst heeft hij het over situaties waarin een persoon zich bevindt in een situatie die hij niet aankan, en daarop de wereld 'magisch' transformeert via een emotie. (2) Het tweede deel bespreekt daarentegen gevallen waarin de wereld zelf 'magisch' lijkt te zijn, waar men net verwachtte dat ze het niet zou zijn.
Het best kan Sartres alternatief verduidelijkt worden door enkele voorbeelden, zoals Sartre zelf ook uitvoerig doet. Een bekend voorbeeld dat Sartre aanhaalt is dat van De vos en de druiven: een vos ziet een tros druiven aan een tak hangen, wil ze eten, maar kan er niet bij. Omdat hij de situatie niet kan oplossen zal hij overgaan tot een 'magische' transformatie van de wereld door een verandering van de perceptie van die wereld. De vos zal zijn pogingen staken en stellen dat de druiven toch niet rijp of te zuur zijn en dat hij ze dus toch niet nodig had. De druiven verschijnen niet meer als een lekkernij, maar als iets wansmakelijks.
Een ander voorbeeld is dat van de vrees. Als men geconfronteerd wordt met een wild beest, waarvan men vermoedt dat het zal aanvallen, zijn mogelijke emotionele reacties het verstijven of het flauwvallen. Beide vallen te verklaren via Sartres theorie: het bewustzijn zal verstijven met de idee dat het daardoor ook de tijd stil zet, en zo verhindert dat het beest aanvalt. Flauwvallen is een extremer voorbeeld: in dit geval zal het bewustzijn zichzelf uitschakelen met de idee dat als het beest zich niet in het bewustzijn bevindt, het er ook gewoonweg niet is. Volgens Sartre is vrees dan ook "een bewustzijn dat beoogt door middel van magisch gedrag een object van de wereld buiten te loochenen, en dat daarin zover gaat dat het zichzelf tenietdoet, als het object maar mee teniet gaat."
In het geval van het verdriet om een verlies is er ook een reeks reacties mogelijk: men doet ofwel niets  - sluit zich op en wil niets meer met de wereld te maken hebben - of stort zich net uitvoerig uit bij iemand en benadrukt maar steeds weer hoe onrechtvaardig de wereld is. In het eerste geval reageert men op het verlies van iets waardevols door de waarde van de hele wereld te ontkennen. Niets in de wereld is eigenlijk van tel, alles is hetzelfde, dus het verlies is in die zin te dragen. Als men zich net volledig blootgeeft draait dit om een overdrijving van de eigen rol in het verlies: de wereld eist te veel, is ondragelijk en niet te overwinnen. Men kon dus niet tegen deze grote wereld opboksen en het verlies voorkomen. Sartre vergelijkt het met een bediende die eerst de dieven binnenlaat in het kasteel, maar zich daarna laat vastbinden om maar te kunnen stellen dat ze zelf niets had kunnen doen om de diefstal te beletten.
Hoewel Sartre voornamelijk negatieve emoties gebruikt, zoals vrees of verdriet, probeert Sartre het ook toe te passen op positieve emoties zoals vreugde of liefde. Zo ziet hij een nauwe verwantschap tussen de emoties vreugde en ongeduld: iemand die vreugdevol is omdat hij een som geld gewonnen heeft of omdat zijn geliefde in aantocht is, zal beginnen rond te lopen, te dansen of raaskallen. Hij kan niet stilzitten, wil dingen doen, maar stopt er al mee vooraleer hij eraan begint. Op deze wijze lijkt hij de tijd sneller te willen doen laten lopen, al bij de geliefde te zijn of het geld al te bezitten.
In een laatste deeltje van dit hoofdstuk bespreekt Sartre de andere kant van het verhaal: hoe komt het dat een wereld afschrikwekkend, vreugdevol of walgelijk naar voren komt? Sartre ontkent dat het hier simpelweg om de relatie gaat van subjectief oordeel en objectieve onverschilligheid (alsof de emotionele waardering puur vanuit de psychologie van de persoon in kwestie komt). Zo'n standpunt is onverzoenbaar met zijn fenomenologisch vertrekpunt. Emoties staan immers niet los van de wereld. "'Het afschrikwekkende'," aldus Sartre, "is nu juist dat het afschrikwekkende een substantiële kwaliteit is, dat er afschrikking in de wereld bestaat."
Om dit te verduidelijken onderscheidt Sartre twee manieren van 'in-de-wereld-zijn' (In-der-Welt-sein): allereerst in een wereld van allemaal objecten die een duidelijke betekenis en rol hebben (zich voordoen als werktuigen die de mens kan gebruiken). De voorgaande voorbeelden passen eerder in dit kader. Anderzijds echter, kan het ook voorkomen als een "niet werktuigelijke totaliteit, dat wil zeggen als iets dat zonder tussenkomst en massaal te wijzigen is." Sartre geeft het voorbeeld van een afschrikwekkend gezicht dat opeens voor het raam opduikt. De reactie hierop zal niet altijd bestaan uit flauwvallen of wegvluchten. De angst duikt hier op een andere wijze op: de man hoeft niet eerst het raam open te doen of kapot te slaan om tot bij mij te komen, in zekere zin is die nabijheid er meteen, ervaar ik hem meteen als nabij. In zo'n geval doet de wereld zich zelf in zijn geheel als afschrikwekkend voor; het bewustzijn vervalt in de oorspronkelijke 'magische' wereld waar logica niet opgaat.
In feite lijkt hij hier sterk geïnspireerd te zijn door het werk van Martin Heidegger. In zijn terminologie zou men kunnen spreken van het Zijn dat zich op een bepaalde wijze aan het Dasein toont; de wereld in zijn totaliteit toont zich als 'afschrikwekkend' aan de mens. Geïnspireerd op Heidegger stelt Sartre dan ook dat de emotie geen externe storing is van het bewustzijn, maar net een van de belangrijke instellingen van het bewustzijn zelf. Emoties zijn geen (of zorgen niet voor) fouten die optreden voor het bewustzijn, maar net een wezenlijk aspect van dit bewustzijn zelf: ze tonen een manier waarop het bewustzijn en zijn relatie tot de wereld in elkaar steekt.

## Plaats in oeuvre
L.M. Tas merkt in zijn inleiding tot dit werk op dat het een bijzondere plaats in het oeuvre van Sartre inneemt. Terwijl zijn andere vroege werken, zoals La Transcendance de l'Ego (1936), La Nausée (1938) en l'Imaginaire (1940) veel meer in de lijn van zijn later existentialistisch werk liggen, lijkt de Esquisse daar los van te staan. Het belang van dit werkje ligt dan ook eerder in de gedragswetenschappen, dan in de filosofie. Volgens L.M. Tas kan men zelfs spreken van een tegenstelling: terwijl er zich in deze Esquisse een "ontmythologisering" voltrekt, kan men in zijn andere werk spreken van een "hermythologisering" van de emoties. In de Esquisse wordt immers dat wat onbespreekbaar leek, de emoties, onder woorden gebracht en dit maakt een theorie erover mogelijk. In L'être et le néant (1944) daarentegen, waar Sartre eveneens emoties bespreekt, worden deze verbonden met betekenisvolle situaties in een menselijk bestaan.
De doelstelling van Sartre lijkt in dit werk ook te verschillen van de rest van zijn oeuvre. In feite was dit werkje, zo blijkt ook uit de titel, slechts een voorstudie voor een groter traktaat over de verschillende emoties, dat Sartre wilde schrijven. Zo'n werk zou de titel La psyche dragen, en Sartre heeft effectief 400 pagina's geschreven, maar het is nooit in zijn geheel gepubliceerd. Toch vond Sartre dit nooit afgewerkte project even belangrijk als L'être et le néant. Gelijkaardige aansporingen om op dit werk verder te bouwen zijn te vinden in het besluit van Sartres tekst: "Wij zouden met name vanuit dit gezichtspunt wensen dat onze suggesties onderzoek op gang helpen, dat geheel gewijd is aan vreugde, aan droefheid enz. Wij hebben hier slechts schematisch de hoofdlijnen voor dergelijke monografieën aangegeven." Sartre verwijst ook naar zijn (toen nog te publiceren) studie van l'Imaginaire als een voorbeeld van zo'n monografie.

## Invloed
Ondanks dat deze korte tekst van Sartre maar een schets was, heeft ze toch weerklank gevonden bij andere schrijvers. Voor L.M. Tas kan dit werk bijvoorbeeld een belangrijke rol vervullen voor de psychoanalyse en meer concreet de analyse van het gedrag van kinderen en dwangneurotici. Beide groepen kenmerken zich immers in hun gedrag door een soort 'magie'. Kinderen geloven nog in monsters in de kast of dat het kind zelf onzichtbaar is als het de ogen sluit; dwangneurotici lijken te geloven dat een bepaald soort gedrag hetzij noodzakelijk dan wel verboden is. "De zienswijze van Sartre maakt het mogelijk overeenkomsten in structuur, analogieën te zien tussen iets zo primairs en 'gezonds' als emoties en 'ziekten' als dwangneurosen en psychosen."
Sartres theorie heeft ook effectief weerklank gevonden in de psychoanalyse. Zo vertoont zijn visie grote gelijkenis met Freuds principe van 'almacht der gedachten' (Allmacht der Gedanken): een patiënt van Freud wenste iemand een beroerte toe, die het daarop ook kreeg. Volgens de patiënt werd deze beroerte veroorzaakt door zijn gedachte. Een ander voorbeeld is de psychoanalyticus Ignacio Matte Blanco, die in zijn werk The unconscious as infinite sets. An essay in bi-logic (1975) betoogt dat er een grote overeenkomst bestaat tussen de visie van Sartre en die van Freud. Voor Matte Blanco typeert het onbewuste zich door symmetrische relaties (zoals 'Jan is de broer van Piet', die omgekeerd ook geldig is), terwijl asymmetrische relaties enkel in het bewuste voorkomen. Bij het verschijnen van emoties ziet men echter hoe relaties die in wezen symmetrisch zijn, asymmetrisch worden: als ik mijn ogen sluit, zie jij me niet; als er een auto op me afkomt en ik kijk de andere richting op, dan komt hij niet; enzovoort. Ondanks deze gelijkenissen was Sartre zelf heel kritisch ten opzichte van de psychoanalyse. Volgens iemand als L.M. Tas kwam dit echter grotendeels door een 'verkeerd begrip' van de psychoanalyse bij de Franse intellectuelen van toen.
De psychiater Digby Tantam merkt ook verbanden op tussen Sartres visie op emoties en de hedendaagse neurowetenschap. Verder ziet hij in Sartres Esquisse ook al het centrale inzicht van Thomas Nagels What is it like to be a bat? (1974) weerspiegeld wanneer Sartre schrijft: "De emotie is niet toeval, zij is een wijze van bestaan van het bewustzijn, een van de manieren waarop het bewustzijn zijn 'in de wereld zijn' begrijpt (in de heideggeriaanse betekenis van verstehen). [...] Zij heeft betekenis, zij betekent iets voor mijn zieleleven." Nagel schreef immers in zijn beroemde artikel:

"[...] the fact that an organism has conscious experience at all means, basically, that there is something it is like to be that organism. There may be further implications about the form of the experience; [...] But fundamentally an organism has conscious mental states if and only if there is something that it is like to be that organism - something it is like for that organism."

Beide auteurs stellen dus dat bewustzijn niet begrepen kan worden zonder de betekenisvolle inhoud, vanuit het perspectief van het bewustzijn zelf, erbij te betrekken. Sartre noemt dit in andere werken ook het pour-soi (voor zich) en contrasteert het met het en-soi (op zich).

## Kritiek
Er zijn verscheidene vormen van kritiek geweest op de theorie van Sartre. Zo is een eerste kritiekpunt de stelling dat Sartres opvatting slechts opgaat voor pathologische emoties, maar niet voor de normale gevallen. Volgens Sartre draaien alle emoties om een beroep op een vorm van 'magie' en in die zin een ontvluchten van de realiteit. Het gaat in die zin om een straffe stelling: in feite zijn we allemaal slachtoffer van een soort psychose.
Twee vroege reacties op Sartre vanuit de fenomenologie zelf waren van de hand van Günther Stern (Günther Anders) en F.J.J. Buytendijk. Zo bekritiseert Stern het te sterke onderscheid dat Sartre hanteert tussen magie en feitelijke handelen. Volgens Stern introduceert Sartre zo een nieuwe vorm van dualisme. Ook is het te sterke rationalisme, dat teruggaat op het werk van Edmund Husserl en het cogito van René Descartes, voor Stern problematisch. Vanuit dit rationalisme is de mens als redelijk, abstaherend wezen de 'gewone mens', terwijl de emotionele mens de abnormale mens is. De 'magische' wereld is zo een andere, nieuwe wereld die naast de oorspronkelijke redelijke komt. Voor Stern lijken de rollen eerder omgedraaid: de magische, emotionele wereld is in zekere zin de meest oorspronkelijke, terwijl de ander net daarvan geabstraheerd is.
In zijn boek Emotion in the Thought of Sartre (1965) stelt Joseph Fell dan weer dan het een verdienste van Sartre is dat hij de nadruk heeft gelegd op de bewuste aspecten van emoties en de verwantschap tussen emotie en bewustzijn zelf. Toch stelt Fell dat Sartres theorie van emoties inadequaat is. Het probleem volgens Fell is in de eerste plaats dat Sartre geen geheel adequate oplossing heeft voor de positieve emoties (zoals blijdschap). Tevens komt Sartre in moeilijkheden wanneer hij de emoties bij kinderen moet verklaren of gevallen waarbij een man overvallen wordt door zijn emotie(s) en er dus zelf net niets aan kon doen.
Ook is er kritiek gekomen op de termen die Sartre hanteert en de onduidelijkheid hieromtrent. Sartre spreekt van een vorm van 'magie' die bij emoties naar voren komt, maar legt niet altijd adequaat uit wat hiermee net bedoeld wordt. Ook stelt hij dat emoties een 'magische' oplossing zijn voor conflictueuze situaties die men niet werkelijk kan oplossen. In die zin stelt Sartre dat emoties een soort listen zijn of een val die het bewustzijn voor zichzelf opspant. Hoewel deze analogie aannemelijk lijkt, is ze problematisch. Een list is immers bewust vormgegeven en uitgevoerd, realiseert altijd een bepaalde mogelijkheid in de situatie (bijvoorbeeld vrijuit gaan bij de diefstal) en is net gericht op een grotere controle over de situatie. Een emotie daarentegen overvalt net, en kan niet reflexief zijn. Ook realiseert ze geen mogelijkheid in de situatie, maar verandert de hele (perceptie) van de situatie. Ten slotte lijkt emotie zich net te typeren door de onwil in te grijpen en gaat men over tot een surrogaat. Op deze wijze is een emotie geen list om aan een conflict te ontsnappen en is Sartres terminologie dus misleidend.